# Municipio de Tepee Butte
El municipio de Tepee Butte (en inglés: Tepee Butte Township) es un municipio ubicado en el condado de Hettinger en el estado estadounidense de Dakota del Norte. En el año 2010 tenía una población de 39 habitantes y una densidad poblacional de 0,42 personas por km².

## Geografía
El municipio de Tepee Butte se encuentra ubicado en las coordenadas 46°24′54″N 102°44′8″O / 46.41500, -102.73556. Según la Oficina del Censo de los Estados Unidos, el municipio tiene una superficie total de 92.74 km², de la cual 92,72 km² corresponden a tierra firme y (0,02 %) 0,02 km² es agua.

## Demografía
Según el censo de 2010, había 39 personas residiendo en el municipio de Tepee Butte. La densidad de población era de 0,42 hab./km². De los 39 habitantes, el municipio de Tepee Butte estaba compuesto por el 100 % blancos. Del total de la población el 0 % eran hispanos o latinos de cualquier raza.